# Charles-Valentin Alkan
Charles-Valentin Alkan (París, 30 de noviembre de 1813 - París, 29 de marzo de 1888) fue un pianista y compositor francés. Está vinculado a la tradición de gran virtuosismo romántico, iniciada por Paganini al violín, y posteriormente al piano por Frédéric Chopin y Franz Liszt.

## Vida
De origen judío, fue el segundo de seis hermanos, varios de los cuales también se dedicaron a la música. A la edad de seis años, entró en el Conservatorio de París, donde comenzó una brillante carrera, comenzando por un primer premio de solfeo a los siete años. Tuvo como maestros a Pierre Zimmermann (piano, contrapunto y fuga) y a Dourlen (armonía). Cuando tenía nueve años, Cherubini observó que era "extraordinario para su edad" con una gran habilidad para el piano. Ganó un primer premio de piano en 1824, de armonía en 1827 y de órgano en 1834. Publicó su primer opus en 1828, cuando solo tenía catorce años. A pesar de disfrutar de un gran éxito como niño prodigio, más tarde admitió sentirse eclipsado por el aún mayor éxito del joven Liszt. Visitó Londres en 1833, y Fétis lo describió como "alegre, extrovertido y confiado".

Hacia 1834, se convirtió en amigo íntimo de Santiago Masarnau (como demuestra un intercambio epistolar, a menudo íntimo, que se prolongó durante cuarenta años).
Te amo, menos por la increíble variedad de tus conocimientos, que por ti mismo, por la bondad de tu alma; que es quizá el fruto de tu inusual saber. Te amo, pero con una amistad que no admite ser compartida - una amistad que se parece constantemente al amor fugaz que una mujer apasionada puede sentir por ti durante un momento.

Charles-Valentin Alkan a Santiago de Masarnau (3.1.1835)

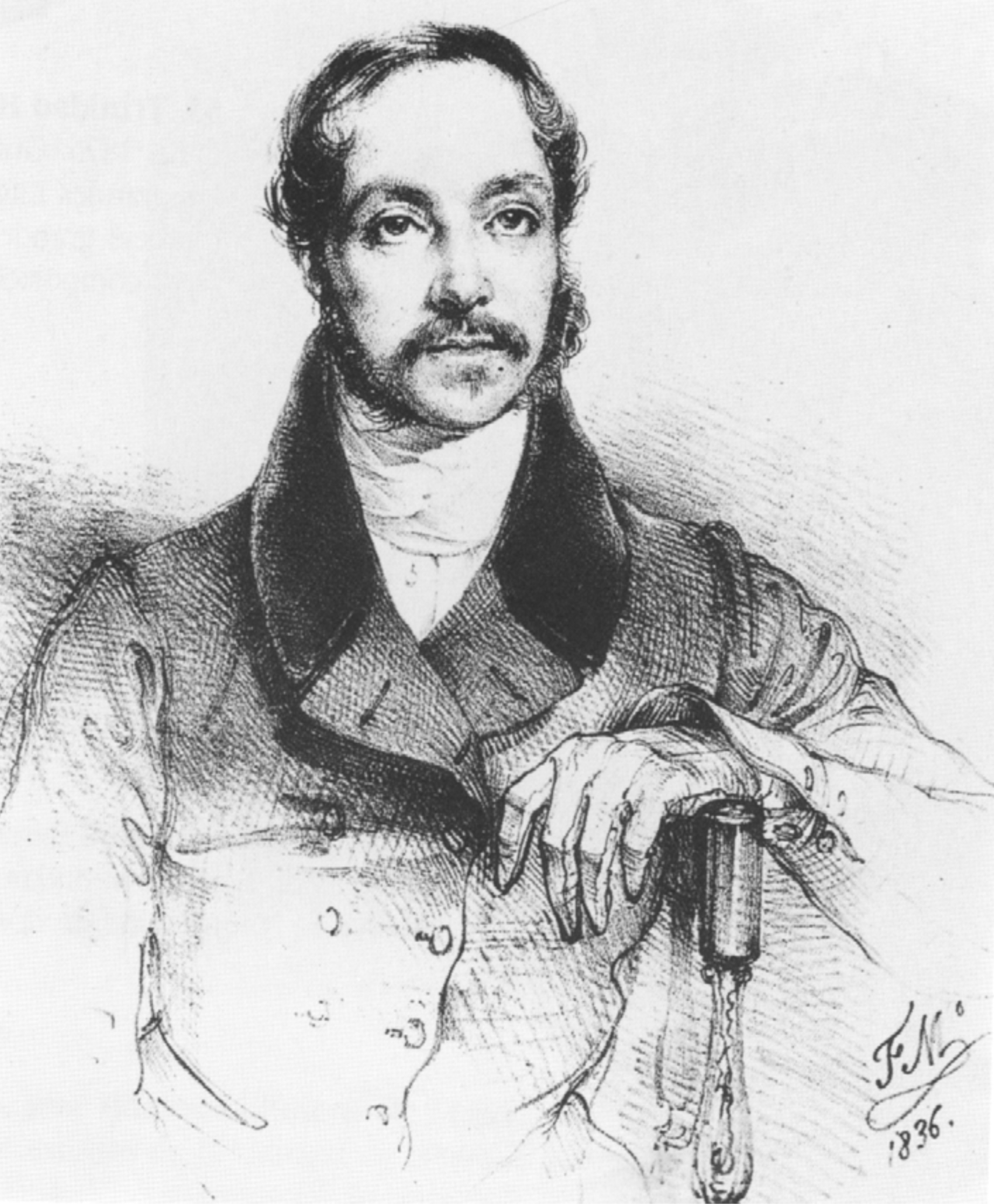
Santiago Masarnau Fernandéz, destinatario de 41 lettres en parte intimas de Alkan.

Alkan dedicó a Masarnau sus Trois études de bravoure op. 16 de 1837.
Tuvo entre sus amigos a Frédéric Chopin, Franz Liszt, George Sand, Delacroix, Victor Hugo y Lamennais. En 1838, a los veinticinco años, Alkan había llegado a la cima de su carrera. Actuaba frecuentemente con Chopin y se ganó una fama de virtuoso rivalizando con Liszt, Thalberg o Kalkbrenner. En este momento, que coincide con el nacimiento de Elie-Miriam Delaborde (su presunto hijo ilegítimo y alumno predilecto), se retiró para componer unos años y no fue hasta 1844 cuando volvió a dar conciertos. En 1845 actuó en la sala Erard, con quien mantuvo una larga relación laboral hasta 1880 impartiendo clases dos veces por semana. Sus conciertos no pasaron desapercibidos para Liszt, ni tampoco para Schumann
A pesar de haber colaborado con el Conservatorio de París como profesor de solfeo a tiempo parcial de 1829 a 1836, nunca fue un miembro del claustro. En 1848, tras la muerte de Zimmermann, hubo cierta controversia cuando el director del Conservatorio no le eligió para el puesto, en favor de Antoine François Marmontel, un antiguo alumno de Alkan. Durante esos años, vivió cerca de Chopin, y tras la muerte de este en 1849, acogió a muchos de sus alumnos.
Sus publicaciones fueron casi tan intermitentes como sus conciertos, en los que solía interpretar más música de otros compositores que suya propia. Su trabajo fue conocido más por su publicación que por ser interpretado en concierto. En línea con su carácter enigmático, hay etapas de su vida de las que hay pocos datos. 
A los 74 años de edad, Charles-Valentin Alkan, apodado el "Berlioz del piano" por Hans von Bülow, fue encontrado muerto el 30 de marzo de 1888, difundiéndose posteriormente el falso rumor de que fue aplastado por su biblioteca. Fue enterrado el 1 de abril en la parte judía del cementerio de Montmartre.

## Influencias y estilo
La música pianística de Alkan, y en particular sus obras para piano solo, destaca a menudo por la originalidad de su virtuosismo. La búsqueda de efectos, la imitaciones de fenómenos naturales u otros estímulos programáticos lo llevaron a desarrollar un pianismo experimental que solo en tiempos recientes ha sido redescubierto y valorizado, gracias a pianistas e investigadores como Marc-André Hamelin, Pierre Réach, Stéphanie Elbaz, John Ogdon, Jack Gibbons, Kenneth Hamilton. Su uso de elementos extra-musicales con gran audacia le valió comparaciones con Berlioz. 
Alkan admiraba, por otra parte, la música del siglo XVIII y publicó transcripciones de Bach, Haendel y Marcello entre otros, y compuso en "estilo antiguo". Fue influenciado, además, por Chopin, del cual adoptó el fraseo ornamental, combinado con un diferente estilo armónico-melódico. Según Hugh Macdonald, los conciertos de Alkan suenan similares a los dos conciertos de Chopin del mismo periodo, pero con algunos toques del noble estilo de Beethoven, con unas melodías dignas y expansivas.
Un aspecto sorprendente del estilo de Alkan es el rigor técnico de su escritura, rechazando enarmonías que facilitasen la lectura, con el resultado de incluir hasta en dos ocasiones un triple sostenido. Esta obstinación se une al gusto por la precisión rítmica. Estuvo interesado en la utilización de inusuales combinaciones rítmicas y poco convencionales ideas sobre la estructura tonal. Con todo, hizo una gran contribución a la técnica pianística.
Fue un gran defensor del piano con pedales y compuso varias obras notables para el instrumento, especialmente durante su etapa de madurez.

## Obra
Las composiciones de Alkan son predominantemente para piano, instrumento que tocaba brillantemente y que también juega un rol esencial en sus tres obras camerísticas.
- Estudios descriptivos: Le Chemin de fer, Le Preux, L’Amitié.
- 25 preludios Op. 31, en todos los tonos mayor y menor, en 3 suites.
- Estudio de concierto "Le preux"
- Les Mois, 12 obras en 4 suites.
- Grande Sonate 'Les Quatre Âges' para piano.
- Trois grandes études.
- Una sonata para violonchelo y piano, op.47.
- Concierto para piano solo
- Toccatina op.75
- Saltarelle op.23
- Barcarolle op.65 (Trente chants, Quatrième suite, Six chants) no.6
- Douze études dans tous les tons mineurs, op.39